# 1491
- Wikisource

| Calendário gregoriano                                                        | 1491 MCDXCI                                           |
| Ab urbe condita                                                              | 2244                                                  |
| Calendário arménio                                                           | 940 – 941                                             |
| Calendário bahá'í                                                            | -353 – -352                                           |
| Calendário budista                                                           | 2035                                                  |
| Calendário chinês                                                            | 4187 – 4188 Início a 9 de fevereiro (aproximadamente) |
| Calendário copta                                                             | 1207 – 1208                                           |
| Calendário etíope                                                            | 1483 – 1484                                           |
| Calendários hindus - Vikram Samvat - Calendário nacional indiano - Cáli Iuga | 1546 – 1547 1412 – 1413 4591 – 4592                   |
| Calendário Holoceno                                                          | 11491                                                 |
| Calendário islâmico                                                          | 896 – 897                                             |
| Calendário judaico                                                           | 5251 – 5252                                           |
| Calendário persa                                                             | 869 – 870                                             |
| Calendário rúnico                                                            | 1741                                                  |
| Calendário solar tailandês                                                   | 2034                                                  |

1491 (MCDXCI, na numeração romana) foi um ano comum do século XV do Calendário Juliano, da Era de Cristo, a sua letra dominical foi B (52 semanas), teve início a um sábado e terminou também a um sábado.
| Ano completo                   |
| ------------------------------ |
| Ano comum com início ao sábado |

## Eventos
- 6 de Dezembro - O rei Carlos VIII casa com Ana, Duquesa da Bretanha e incorpora este ducado à coroa de França.

## Nascimentos
- 28 de Junho - Henrique VIII de Inglaterra (+ 1547).
- 31 de Dezembro - Jacques Cartier, explorador francês (m. 1557).
- Inácio de Loyola, fundador da Companhia de Jesus (m. 1556).

## Mortes
- 13 de Julho - Príncipe Afonso de Portugal, herdeiro do rei João II.